# Contrada Religione
Contrada Religione este o arie protejată (arie specială de conservare — SAC, sit de importanță comunitară — SCI) din Italia întinsă pe o suprafață de 194 ha, integral pe uscat.

## Localizare
Centrul sitului Contrada Religione este situat la coordonatele 36°42′18″N 14°47′17″E / 36.70512°N 14.787993°E.

## Înființare
Situl Contrada Religione a fost declarat sit de importanță comunitară în septembrie 1995 pentru a proteja 3 specii de animale. Situl a fost protejat și ca arie specială de conservare în martie 2017.

## Biodiversitate
Situată în ecoregiunea mediteraneană, aria protejată conține 19 habitate naturale: Lacuri eutrofice naturale cu vegetație de tip Magnopotamion sau Hydrocharition, Vegetație anuală la limita mareei, Dune de coastă cu Juniperus spp., Dune de pe litoral fixate cu Crucianellion maritimae, Tufărișuri termo-mediteraneene și de pre-deșert, Recifuri, Pseudostepă cu ierburi și specii anuale de Thero-Brachypodietea, Lagune de coastă, Galerii de Salix alba și de Populus alba, Pajiști umede mediteraneene cu ierburi înalte de Molinio-Holoschoenion, Pășuni mediteraneene udate de apa mării (Juncetalia maritimi), Salicornia și alte specii anuale care populează regiunile mlăștinoase și nisipoase, Formațiuni scunde de Euphorbia în apropierea falezelor, Galerii și tufărișuri riverane sudice (Nerio-Tamaricetea și Securinegion tinctoriae), Faleze cu vegetație de Limonium spp. endemic de pe coastele mediteraneene, Iazuri temporare mediteraneene, Dune mobile de-a lungul țărmului cu Ammophila arenaria („dune albe”), Dune mobile cu vegetație embrionară, Dune cu vegetație ierboasă Malcolmietalia.
La baza desemnării sitului se află mai multe specii protejate:
- nevertebrate (1): Brachytrupes megacephalus
- pești (1): Aphanius fasciatus
- reptile (1): Caretta caretta

Pe lângă speciile protejate, pe teritoriul sitului au mai fost identificate 11 specii de plante, 1 specie de amfibieni, 18 specii de nevertebrate, 5 specii de reptile.